# Edward Kramarski

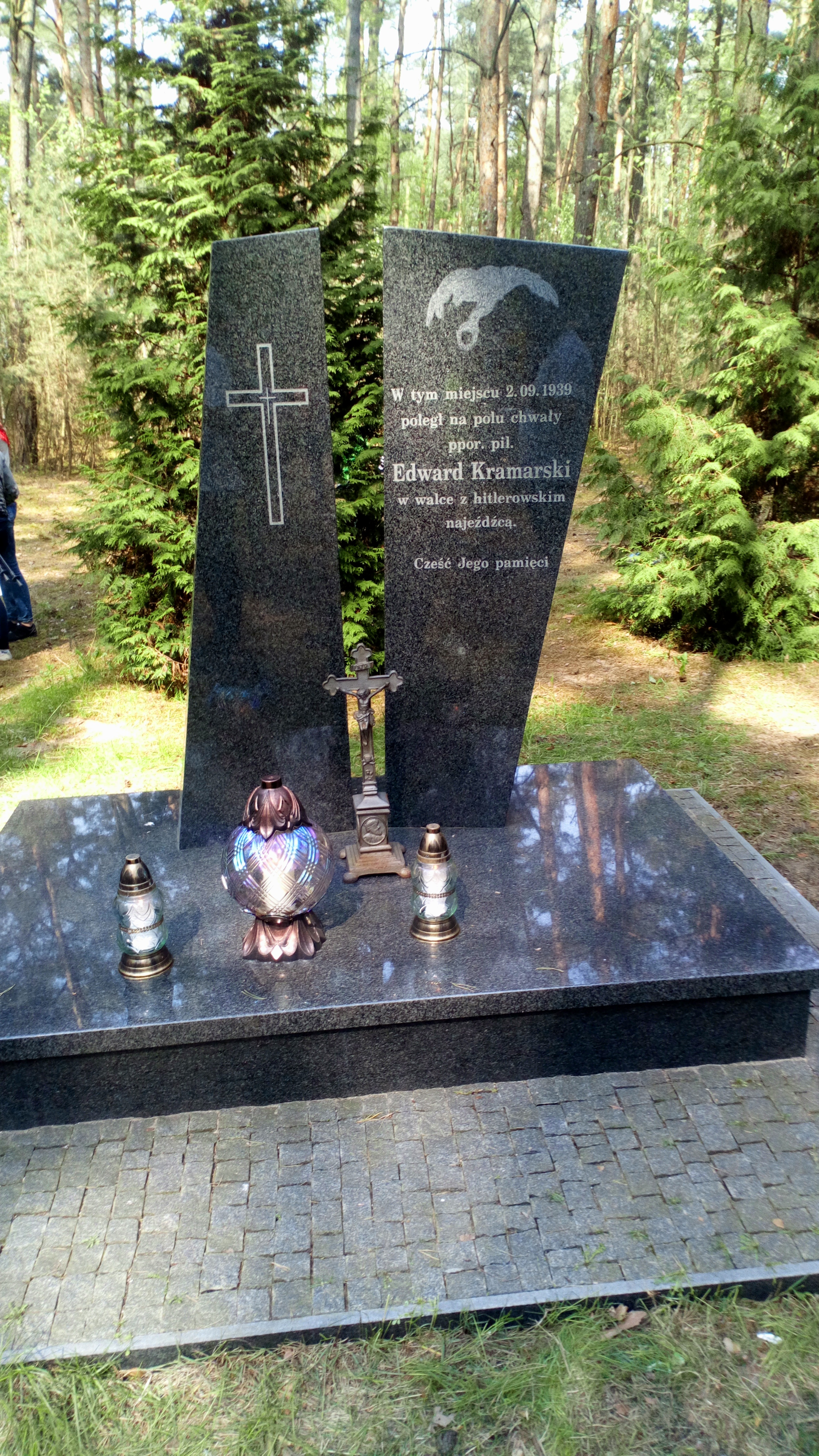
Pomnik w miejscu śmierci Edwarda Kramarskiego

Edward Kramarski (ur. 15 września 1915 w Pobitnym (Rzeszów), zm. 2 września 1939 koło Emilianowa) – polski lotnik, podporucznik, pilot. 

## Życiorys
Syn Józefa i Wiktorii z domu Buczek, uczył się w II gimnazjum w Rzeszowie, był piłkarzem CWKS Resovia. Ukończył Szkołę Podchorążych Lotnictwa w Dęblinie, był prymusem w 12 promocji. 
Został przydzielony na praktykę do 6 pułku lotniczego stacjonującego we Lwowie. Podczas mobilizacji w dniu 31 sierpnia 1939 został mianowany podporucznikiem, jako pilot wszedł w skład 161 eskadry myśliwskiej, która została oddana pod rozkazy dowódcy lotnictwa Armii Łódź. 
Uczestniczył w kampanii wrześniowej, został wyznaczony na dowódcę klucza działającego z lotniska w Zduńskiej Woli. 2 września 1939 o świcie wystartował w kluczu, który zestrzelił niemiecki samolot Henschel Hs 126. Ok. godz. 16-tej miał miejsce ponowny start, tym razem ppor. Edward Kramarski pilotował samolot PZL P.11c. Pilotem drugiego samolotu był ppor. Jan Dzwonek, ich zadaniem było przechwycenie niemieckiej wyprawy bombowców Heinkel He 111, które kierowały się w stronę Łodzi. Podczas ataku na wysokości Górek Grabińskich nadleciały nie zauważone wcześniej Messerschmitty, które stanowiły ochronę bombowców. Podczas walki ppor. Jan Dzwonek został ranny w rękę i udo, mimo to kontynuował walkę, a gdy jego samolot zaczął płonąć wyskoczył na spadochronie, dzięki czemu przeżył. W tym czasie ppor. Edward Kramarski otrzymał postrzał w tułów i głowę, w wyniku czego zmarł. Jego płonący samolot spadł na las pomiędzy wsiami Sędziejowice i Emilianów. Początkowo spoczywał w zbiorowej mogile na Cmentarzu Doły w Łodzi, ale dzięki staraniu Aeroklubu Łódzkiego został ekshumowany i pochowany w indywidualnym grobie. Edward Kramarski został pośmiertnie odznaczony Krzyżem Walecznych.